# 歐文·格萊伯曼
歐文·格萊伯曼（英語：Owen Gleiberman，1959年2月24日—）是一名美國影評人，自2016年5月起擔任《綜藝》雜誌的首席影評人，他與彼得·德布魯格（Peter Debruge）共享這一頭銜。此前，格萊伯曼於1990年至2014年為《娛樂周刊》撰稿。1981年至1989年，他為《鳳凰報》撰稿。

## 早年生活和教育
格萊伯曼出生於瑞士洛桑，父母是美籍猶太人。他在密西根州安娜堡長大，畢業於密西根大學。

## 職業生涯
格萊伯曼的作品發表在《首映》和《電影評論》上，並收集在電影評論文集《Love and Hisses》中。格萊伯曼為NPR和NY1評論電影。他是紐約影評人協會的成員。他是傑拉德·皮里於2009年拍攝的紀錄片《電影之愛：美國電影批評史》中的評論家之一。
格萊伯曼的自傳《Movie Freak》由樺榭圖書出版。

## 個人生活
格萊伯曼和他的妻子莎朗與他們的三個女兒住在紐約市。

## 外部連結
- 歐文·格萊伯曼在互联网电影资料库（IMDb）上的資料（英文）